# Діоскур (антипапа)
Діоскур (лат. Dioscorus) — антипапа (22 вересня 530 — 14 жовтня 530), обраний більшістю папа Римський на противагу Боніфацію II, якого папа Фелікс IV призначив своїм наступником. Швидка смерть завадила йому зайняти папський престол, тому Діоскур вважається антипапою.